# جوناه بوبو
جوناه بوبو (بالإنجليزية: Jonah Bobo)‏ مواليد 24 يناير 1997 في نيويورك، الولايات المتحدة، هو ممثل أمريكي بدأ مسيرته الفنية عام 2004.

## الأعمال
- زذورا مغامرات الفضاء
- الثعلب والكلب 2
- مجنون، غبي، حب
- الولادة من جديد

## وصلات خارجية
- جوناه بوبو على موقع IMDb (الإنجليزية)
- جوناه بوبو على موقع ألو سيني (الفرنسية)
- جوناه بوبو على موقع أول موفي (الإنجليزية)
- جوناه بوبو على موقع قاعدة بيانات الأفلام السويدية (السويدية)
- جوناه بوبو على موقع قاعدة بيانات الفيلم (الإنجليزية)
- جوناه بوبو على موقع كينوبويسك (الروسية)